# Greg Germann
Gregory Andrew Germann (* 26. února 1958, Houston, Texas, Spojené státy americké) je americký herec, který se proslavil především rolí Richarda Fishe v seriálu Ally McBeal. Za svůj výkon získal Cenu Sdružení filmových a televizních herců. Mimo jiné si také zahrál roli Erica „Rica“ Morrowa v sitcomu Ned a Stacey, roli Toma Kraneho v seriálu Zákon a pořádek a Hádese v seriálu Bylo, nebylo. Od roku 2017 hraje jednu z hlavních rolí seriálu stanice ABC Chirurgové.

## Filmografie

### Film
| Rok  | Název                            | Role               | Poznámky                         |
| ---- | -------------------------------- | ------------------ | -------------------------------- |
| 1985 | Streetwalkin'                    | Creepy             |                                  |
| 1986 | The Whoopee Boys                 | Tipper             |                                  |
| 1989 | Královna krásy                   | Ronnie Wayne       |                                  |
| 1989 | High Water                       | zpravodaj          | krátkometrážní film              |
| 1990 | Dětská hra 2                     | Mattson            |                                  |
| 1991 | Jednou dokola                    | Jim Redstone       |                                  |
| 1991 | Big and Mean                     | —                  |                                  |
| 1993 | The Night We Never Met           | Eddie              |                                  |
| 1993 | A tak jsem si vzal řeznici       | recepční           |                                  |
| 1994 | Jasné nebezpečí                  | Petey              |                                  |
| 1994 | Fiktivní zločiny                 | Drew               |                                  |
| 1994 | I.Q.                             | Billy Riley        | neuveden v titulcích             |
| 1997 | Culture                          | Tim Stevens        | krátkometrážní film              |
| 1998 | Pete's Garden                    | Pete               | krátkometrážní film také režisér |
| 1999 | Jesus' Son                       | Dr. Shanis         |                                  |
| 2000 | The Last Producer                | Rueben Tallridge   |                                  |
| 2001 | Listopadová romance              | Vince Holland      |                                  |
| 2001 | Zpátky na zem                    | Sklar              |                                  |
| 2001 | K. O.                            | Jeremy             |                                  |
| 2004 | Hair Show                        | —                  |                                  |
| 2005 | The Salon                        | —                  |                                  |
| 2005 | Bigger Than the Sky              | Roger              |                                  |
| 2005 | Kdo si hraje nezlobí             | Phil Davis         |                                  |
| 2005 | Plácek 2                         | Pan Goodfairer     |                                  |
| 2005 | Self Medicated                   | Keith              |                                  |
| 2005 | Šílená láska                     | Dr. Emlee          |                                  |
| 2005 | Special Ed                       | David              |                                  |
| 2005 | Heart of the Beholder            | Bob Harris         |                                  |
| 2006 | Zbožňuju prachy!                 | Matt               |                                  |
| 2006 | Kill Your Darlings               | Stevens            |                                  |
| 2006 | Ricky Bobby: Nejrychlejší jezdec | Larry Dennit, Jr.  |                                  |
| 2007 | My Lunch with Larry              | Larry              | krátkometrážní film              |
| 2008 | Karanténa                        | Lawrence           |                                  |
| 2008 | Bolt – pes pro každý případ      | Agent (hlas)       |                                  |
| 2010 | Skupinový sex                    | Reeves             |                                  |
| 2010 | Vlastní cestou                   | Julien             |                                  |
| 2011 | Fly Away                         | Tom                |                                  |
| 2011 | Answers to Nothing               | Pan Beckworth      |                                  |
| 2012 | Mormons for President            | —                  | krátkometrážní film              |
| 2012 | Profesor v ringu                 | ředitel Betcher    |                                  |
| 2014 | Kdo si vezme Barryho?            | Bill               |                                  |
| 2014 | Malí uličníci: Záchranná mise    | Ray "Big Ray" Kaye |                                  |
| 2014 | Atlas Shrugged: Part III         | James Taggart      |                                  |
| 2015 | Quitters                         | Roger              |                                  |
| 2015 | Zocelovací kúra                  | Peter Penny        |                                  |
| 2016 | Get a Job                        | Fernando, účetní   |                                  |
| 2016 | Správná parta                    | Weller             |                                  |
| 2017 | Reinbou                          | Pan Horton         |                                  |
| 2017 | Billy Boy                        | Pan Langdon        |                                  |
| 2019 | Foster Boy                       | Simon Davis        |                                  |

### Televize
| Rok        | Název                                                         | Role                      | Poznámky                                                 |
| ---------- | ------------------------------------------------------------- | ------------------------- | -------------------------------------------------------- |
| 1985       | ABC Afterschool Specials                                      | Billy                     | díl: „High School Narc“                                  |
| 1988       | Tattinger's                                                   | —                         | díl: „Rest in Peas“                                      |
| 1989       | Miami Vice                                                    | Johnny Raymond            | díl: „Freefall“                                          |
| 1989–1990  | Četa v akci                                                   | poručík Beller            | vedlejší role, 4 díly                                    |
| 1990       | H.E.L.P.                                                      | Lacy                      | díl: „Fire Down Below“                                   |
| 1990       | Equal Justice                                                 | Merkle                    | neprodaný televizní pilotní díl                          |
| 1990       | Against the Law                                               | Fenstrom                  | díl: „The Price of Life“                                 |
| 1991       | Rewrite for Murder                                            | —                         | TV film                                                  |
| 1992       | Yesterday Today                                               | Dennis                    | TV film                                                  |
| 1993       | Právo v Los Angeles                                           | Larry Greenhut            | díl: „Come Rain or Come Schein“                          |
| 1993       | Nakažlivý žár                                                 | obhájce Kennedy           | TV film                                                  |
| 1993       | Bakersfield P.D                                               | Hood                      | díl: „The Ex-Partner“                                    |
| 1994       | Assault at West Point: The Court-Martial of Johnson Whittaker | Vernon Bailey             | TV film                                                  |
| 1994–1995  | Sweet Justice                                                 | Andy Del Sarto            | hlavní role, 23 dílů                                     |
| 1994–1996  | Ellen                                                         | Rick                      | vedlejší role, 3 díly                                    |
| 1995–1996  | Ned a Stacey                                                  | Eric "Rico" Moyer         | hlavní role, 46 dílů                                     |
| 1998       | Remember WENN                                                 | Arden Sage                | díl: „Work Shift“                                        |
| 1997–2002  | Ally McBealová                                                | Richard Fish              | hlavní role, 112 dílů                                    |
| 1999       | Jeopardy!                                                     | Sám sebe/soutěžící        | díl: „Television Personalities Night“                    |
| 2002       | The Twilight Zone                                             | Ben Baker                 | díl: „Sensuous Cindy“                                    |
| 2003       | The Bernie Mac Show                                           | Marcus                    | díl: „Love Thy Nephew“                                   |
| 2004       | Listen Up                                                     | Paul                      | 2 díly                                                   |
| 2005       | Rodina podle plánu                                            | Walcott                   | TV film                                                  |
| 2006       | Zoufalé manželky                                              | Jim Halverson             | díl: „To bude v pořádku“                                 |
| 2006       | Heuréka – město divů                                          | profesor Warren King      | díl: „Pilot“                                             |
| 2007       | In Case of Emergency                                          | Sherman Yablonsky         | hlavní role, 13 dílů                                     |
| 2007       | Vánoční přání                                                 | Roger Nelson              | TV film                                                  |
| 2009       | Spectacular!                                                  | Pan Romano                | neprodaný televizní pilotní díl                          |
| 2009       | Kriminálka Las Vegas                                          | George                    | díl: „Pád člověka“                                       |
| 2009       | The Cleaner                                                   | Ron Sayres                | díl: „Standing Eight“                                    |
| 2009       | Kriminálka New York                                           | Victor Benton             | díl: „Černá listina“                                     |
| 2009       | Posel ztracených duší                                         | Kirk Jansen               | díl: „Dead Listing“                                      |
| 2010       | Médium                                                        | Dr. Alan Hahn             | díl: „Sal“                                               |
| 2010       | The Santa Incident                                            | Erickson                  | TV film                                                  |
| 2010       | Strange Brew                                                  | —                         | neprodaný televizní pilotní díl                          |
| 2010–2013  | Vychovávat Hope                                               | Dale                      | vedlejší role, 3 díly                                    |
| 2011       | Hawaii 5-0                                                    | Robert Rovin              | díl: „Hlava“                                             |
| 2011       | Phineas a Ferb                                                | Různé hlasy               | díl: „Make Play/Candace Gets Busted“                     |
| 2011       | Glenn Martin DDS                                              | Různé hlasy               | Episode: "Windfall"                                      |
| 2011–2013  | Aim High                                                      | viceprezident Ockenhocker | vedlejší role, 4 díly                                    |
| 2012       | Profesionální lháří                                           | Greg Norbert              | vedlejší role, 6 dílů                                    |
| 2012       | Common Law                                                    | Phil Kronish              | díl: „The Ex-Factor“                                     |
| 2012       | V těle boubelky                                               | Judge Zahn                | díl: „Jane's Getting Married“                            |
| 2012       | I'm Not Dead Yet                                              | Len                       | TV film                                                  |
| 2012       | Wedding Band                                                  | Larry Pants               | díl: „Get Down on It“                                    |
| 2012       | The Unprofessional                                            | Griffin                   | neprodaný televizní pilotní díl                          |
| 2013       | Námořní vyšetřovací služba                                    | ředitel Jerome Craig      | vedlejší role, 3 díly                                    |
| 2013       | The Gates                                                     | —                         | neprodaný televizní pilotní díl                          |
| 2013–2017  | Zákon a pořádek: Útvar pro zvláštní oběti                     | obhájce Derek Strauss     | vedlejší role, 5 dílů                                    |
| 2014       | Spravedlnost v krvi                                           | Dr. Michael Raskins       | díl: „Veřejná tajemství“                                 |
| 2014       | Vražedná práva                                                | Jared Keegan              | díl: „He Deserved to Die“                                |
| 2014       | HR                                                            | Markus Teal               | TV film                                                  |
| 2015       | About a Boy                                                   | Johnny Idalis             | 2 díly                                                   |
| 2015       | Chasing Life                                                  | William Conti             | vedlejší role, 3 díly                                    |
| 2015–2016  | Všemocný                                                      | ADIC Grady Johnson        | 2 díly                                                   |
| 2016       | Bylo, nebylo                                                  | Hádes                     | vedlejší role (5. řada), 10 dílů                         |
| 2017       | Brooklyn 99                                                   | Gary Lurmax               | díl: „Serve & Protect“                                   |
| 2017       | Redliners                                                     | David Angola              | neprodaný televizní pilotní díl                          |
| 2017       | Přátelé z výšky                                               | John                      | vedlejší role, 5 dílů                                    |
| 2017       | Kevin Hart's Guide to Black History                           | Dr. Blalock               | TV film                                                  |
| 2017–dosud | Chirurgové                                                    | Dr. Tom Koracick          | vedlejší role(14.–15. řada), hlavní role(16. řada–dosud) |
| 2018       | One Dollar                                                    | Wilson Furlbee            | vedlejší role, 6 dílů                                    |
| 2020       | Larry, kroť se                                                | Dr. Andrew “Rusty” Holzer | díl: „The Surprise Party“                                |
| 2020       | Station 19                                                    | Dr. Tom Koracick          | díl: „Eulogy“                                            |

### Divadlo
| Rok       | Název         | Role                                              | Poznámky             |
| --------- | ------------- | ------------------------------------------------- | -------------------- |
| 1985–1986 | Biloxi Blues  | Arnold Epstein / Eugene Morris Jerome (náhradník) | Neil Simon Theatre   |
| 1990      | Assassins     | John Hinckley                                     | Playwrights Horizons |
| 2008–2009 | Boeing-Boeing | Bernard (náhradník)                               | Longacre Theatre     |
| 2016      | Meteor Shower | Norm                                              | Old Globe Theatre    |